# Koto (oblečení)

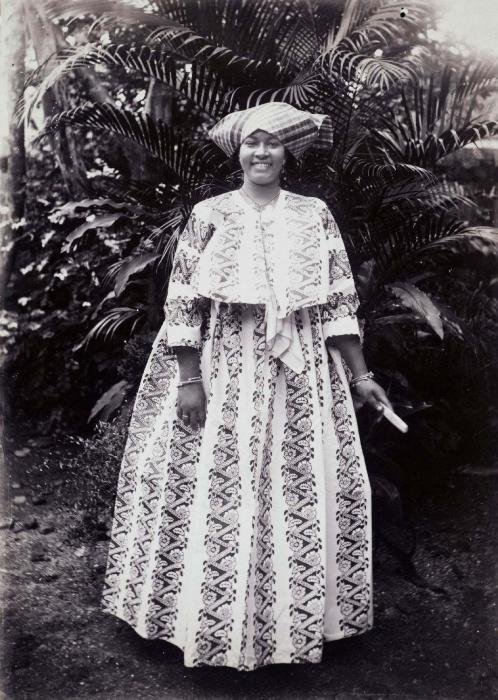
Surinamská žena oblečená do tradičního oděvu koto

Koto je tradiční oděv afro-surinamských nebo kreolských žen v Surinamu. Ženy, které nosí tyto šaty se nazývají kotomisi (misi znamená v jazyce Sranan Tongo slečna). V témže jazyce je oděv nazýván i heri stel. Pro muže je tradičním oděvem pangani. I v 21. století se tento tradiční kroj tvarově a barevně dále rozvíjí a také jej často nosí afro-surinamské ženy na tanečních festivalech (koto-dansi).

## Historie
Otroci, kteří byli do Surinamu přivezeni především ze západní Afriky, na plantážích původně nosili pouze bederní roušku (pangi) a šátek (angisa). Pangi dodnes nosí především marronské ženy nebo se prodává turistům ve zvláště barevném a bohatě vyšívaném provedení. Ve městě se mezi otrokyněmi rozvinulo složitější oblečení, které bylo pravděpodobně ovlivněno i bílými ženami, a tak vznikl tradiční oděv koto.

## Popis
Tento oděv se skládá z naškrobené sukně (koto), která se táhne od nohou až do podpaží. Kolem pasu se uváže látka nebo stuha a přebytečná délka se stáhne do záhybu (kotobere), který zároveň slouží jako kapsa a zvýrazňuje i boky. Pod sukní se nosí dvě spodničky. Tradiční kroj tvoří také bílá bavlněná košile s otevřeným výstřihem (empi), která je při slavnostních příležitostech navíc zdobena výšivkou. Místo košile se také nosí naškrobené sako (jaki). U krku je vykrojené a má polodlouhé rukávy. Zezadu visí dvě bílé stuhy, někdy složené do harmoniky. Přes to se často nosí barevný šátek, který je široký a přehozený přes jedno rameno. Oděv je doplněn šátkem (angisa), který je rovněž naškrobený. Sukně, sako a šátek jsou často vyrobeny ze stejného materiálu.

## Příležitosti pro nošení kota
Koto se nosí při zvláštních příležitostech, není určeno pro každodenní nošení. Svým tvarem a barvou se oblečení liší podle příležitosti, pro kterou je určeno. Existují kota nošená při narozeninách, během svatby či při smutku (celé bílé). V tradičním kroji má angisa zvláštní význam. Podle toho jak je angisa poskládána, nese v sobě poselství. Její skládání je zvláštní umění, které se dosud vyučuje.

## Fotogalerie

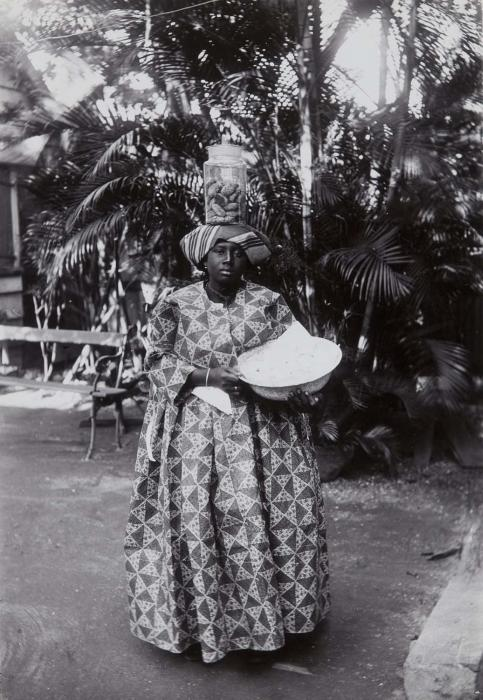
Žena oblečená v kotu, 1904–1933
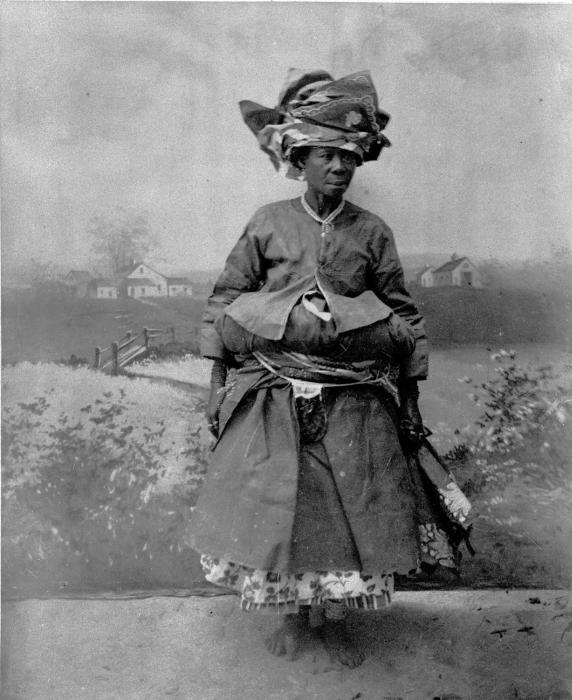
Žena oblečená v kotu, 1885